# Nati nel 1990/Febbraio
| Questa pagina contiene informazioni ricavate automaticamente dalle voci biografiche con l'ausilio del template Bio e di un bot. L'aggiornamento è periodico e automatico e ricostruisce completamente la pagina. Se manca una persona in questa lista, sei pregato di non aggiungerla, ma accertati piuttosto che la sua voce biografica contenga il template Bio e che i dati anagrafici siano correttamente compilati. Se il template Bio manca, inseriscilo tu stesso o, in alternativa, metti l'avviso {{tmp\|Bio}} che ne segnala la mancanza. Se i dati riportati sono sbagliati, correggi direttamente la voce biografica; le modifiche saranno visibili in questa lista entro pochi giorni. Per chiarimenti vedi il progetto biografie. La lista contiene solo le 549 persone che sono citate nell'enciclopedia e per le quali è stato implementato correttamente il template Bio. Pagina aggiornata al 26 lug 2025. |

- 1º febbraio - Harib Al-Saadi, calciatore omanita
- 1º febbraio - Fellipe Bastos, ex calciatore brasiliano
- 1º febbraio - Marcus Cooper, giocatore di football americano statunitense
- 1º febbraio - Duje Čop, calciatore croato
- 1º febbraio - Julia Fox, attrice italiana
- 1º febbraio - Dan Gosling, calciatore inglese
- 1º febbraio - Feyisa Lilesa, maratoneta etiope
- 1º febbraio - Laura Marling, cantautrice britannica
- 1º febbraio - Hersi Matmuja, cantante albanese
- 1º febbraio - Buhle Mkhwanazi, calciatore sudafricano
- 1º febbraio - Jorge Moreira, calciatore paraguaiano
- 1º febbraio - Ramahlwe Mphahlele, calciatore sudafricano
- 1º febbraio - Annalise Murphy, velista irlandese
- 1º febbraio - Tyler Myers, hockeista su ghiaccio statunitense
- 1º febbraio - Veronica Napoli, calciatrice statunitense
- 1º febbraio - Veronica Olivier, modella e attrice italiana
- 1º febbraio - Davi Santos, attore brasiliano
- 1º febbraio - Neiko Thorpe, giocatore di football americano statunitense
- 1º febbraio - Bige Önal, attrice turca
- 2 febbraio - Clara Alonso, attrice argentina
- 2 febbraio - Giulia Besa, scrittrice italiana
- 2 febbraio - Craig Breen, pilota di rally irlandese († 2023)
- 2 febbraio - Lil Debbie, rapper, modella e stilista statunitense
- 2 febbraio - Kanani Danielson, pallavolista statunitense
- 2 febbraio - Bala Devi, calciatrice indiana
- 2 febbraio - Issoufou Boubacar Garba, calciatore nigerino
- 2 febbraio - Iván Garrido González, calciatore spagnolo
- 2 febbraio - Hong Jong-hyun, modello e attore sudcoreano
- 2 febbraio - Jung Ha-na, cantante, cantautrice e rapper sudcoreana
- 2 febbraio - Sjarhej Kandrac'eŭ, ex calciatore bielorusso
- 2 febbraio - Thaer Krouma, calciatore siriano
- 2 febbraio - Cynthia Micas, attrice e doppiatrice tedesca
- 2 febbraio - Ekaterina Pankova, pallavolista russa
- 2 febbraio - Subhash Singh, calciatore indiano
- 2 febbraio - Dino Škvorc, allenatore di calcio e calciatore croato
- 2 febbraio - Chhun Sothearath, calciatore cambogiano
- 2 febbraio - Andrea Tabanelli, calciatore italiano
- 2 febbraio - William Tesillo, calciatore colombiano
- 2 febbraio - Aleksandăr Tonev, ex calciatore bulgaro
- 2 febbraio - Sebastián Toro, ex calciatore cileno
- 2 febbraio - Dmitri Vornișel, calciatore moldavo
- 3 febbraio - Alin Alexuc-Ciurariu, lottatore rumeno
- 3 febbraio - Alessandro Anil, poeta e regista teatrale italiano
- 3 febbraio - Giulio Bosca, ex sciatore alpino italiano
- 3 febbraio - Carolina Bubbico, cantautrice, pianista e compositrice italiana
- 3 febbraio - Stefano Comini, pilota automobilistico svizzero
- 3 febbraio - Laércio Gomes Costa, calciatore brasiliano
- 3 febbraio - Carlos Alberto Gutiérrez Armas, calciatore messicano
- 3 febbraio - Sean Kingston, cantante giamaicano
- 3 febbraio - Nemanja Kojić, ex calciatore serbo
- 3 febbraio - Luis Ángel Mendoza, calciatore messicano
- 3 febbraio - Michelle Morik, ex sciatrice alpina austriaca
- 3 febbraio - Callum Morris, calciatore nordirlandese
- 3 febbraio - Michael Uchebo, ex calciatore nigeriano
- 3 febbraio - Anna Tatišvili, ex tennista georgiana
- 3 febbraio - Oumoul Thiam, ex cestista senegalese
- 3 febbraio - Adama Traoré, calciatore ivoriano
- 3 febbraio - Marko Vejinović, ex calciatore olandese
- 3 febbraio - Cédric Yamberé, calciatore francese
- 4 febbraio - José Manuel Barbosa Alves, ex calciatore portoghese
- 4 febbraio - Sonya Belousova, compositrice e pianista russa
- 4 febbraio - Dieter Elsneg, ex calciatore austriaco
- 4 febbraio - David Fällman, calciatore svedese
- 4 febbraio - Giovanni Frapporti, rugbista a 15 italiano
- 4 febbraio - Laura Glavan, attrice romena
- 4 febbraio - C.J. Goodwin, giocatore di football americano statunitense
- 4 febbraio - Florent Hanin, calciatore francese
- 4 febbraio - Marta López, pallamanista spagnola
- 4 febbraio - Nairo Quintana, ciclista su strada colombiano
- 4 febbraio - Ren Junfei, cestista cinese
- 4 febbraio - Oscar Reyes, giocatore di beach soccer messicano
- 4 febbraio - Aikaterinī Stefanidī, astista greca
- 4 febbraio - Haruka Tomatsu, attrice, doppiatrice e cantante giapponese
- 5 febbraio - Dmitrij Andrejkin, scacchista russo
- 5 febbraio - Cristian Barinaga, calciatore argentino
- 5 febbraio - Mateusz Cholewiak, calciatore polacco
- 5 febbraio - Dalton Moreira Neto, ex calciatore brasiliano
- 5 febbraio - David Denton, rugbista a 15 zimbabwese
- 5 febbraio - Giulio Donati, calciatore italiano
- 5 febbraio - Ibrahim Faradż, lottatore egiziano
- 5 febbraio - Lars Gerson, calciatore lussemburghese
- 5 febbraio - Everton Gonçalves Saturnino, calciatore brasiliano
- 5 febbraio - Annie Haeger, velista statunitense
- 5 febbraio - Douglas Hedin, ex sciatore alpino svedese
- 5 febbraio - Takashi Kanai, ex calciatore giapponese
- 5 febbraio - Charlbi Dean, modella e attrice sudafricana († 2022)
- 5 febbraio - Henry Maradiaga, calciatore nicaraguense
- 5 febbraio - Zvonimir Mikulić, ex calciatore croato
- 5 febbraio - Axos, rapper italiano
- 5 febbraio - Karolina Naja, canoista polacca
- 5 febbraio - Federica Nargi, modella e showgirl italiana
- 5 febbraio - Haruna Niyonzima, calciatore ruandese
- 5 febbraio - Nicola Pérez, calciatore uruguaiano
- 5 febbraio - William Rapuzzi, hockeista su ghiaccio statunitense
- 5 febbraio - Jordan Rhodes, calciatore inglese
- 5 febbraio - Roberto Rullo, cestista italiano
- 5 febbraio - Thomas Sprengers, ex ciclista su strada belga
- 5 febbraio - Nicholas Vogel, ex pallavolista statunitense
- 5 febbraio - Damir Šovšić, calciatore croato
- 6 febbraio - Georgia, cantautrice e produttrice discografica britannica
- 6 febbraio - Theerathon Bunmathan, calciatore tailandese
- 6 febbraio - Mike Byrne, batterista statunitense
- 6 febbraio - Marcelo Carné, calciatore brasiliano
- 6 febbraio - Ode Fulutudilu, calciatrice sudafricana
- 6 febbraio - Christina Geiger, ex sciatrice alpina tedesca
- 6 febbraio - Adam Henrique, hockeista su ghiaccio canadese
- 6 febbraio - Jermaine Kearse, ex giocatore di football americano statunitense
- 6 febbraio - Li Yanmei, triplista cinese
- 6 febbraio - Magali Mendy, cestista francese
- 6 febbraio - Marian Pleașcă, calciatore rumeno
- 6 febbraio - Jacquizz Rodgers, giocatore di football americano statunitense
- 6 febbraio - Fredrik Semb Berge, calciatore norvegese
- 6 febbraio - Dominic Sherwood, attore e modello britannico
- 6 febbraio - Jibon Singh, ex calciatore indiano
- 6 febbraio - Tim Weber, ex hockeista su ghiaccio svizzero
- 6 febbraio - C.J. Williams, cestista statunitense
- 6 febbraio - Jonathan Zacaría, calciatore argentino
- 7 febbraio - Anna Abreu, cantante finlandese
- 7 febbraio - Emile Béaruné, calciatore francese
- 7 febbraio - Olivier Bonnes, ex calciatore nigerino
- 7 febbraio - Cai Tong-Tong, ginnasta cinese
- 7 febbraio - Morris Claiborne, giocatore di football americano statunitense
- 7 febbraio - Maoulida Darouèche, ex ostacolista comoriano
- 7 febbraio - Oumar Diaby, ex calciatore francese
- 7 febbraio - Neil Etheridge, calciatore inglese
- 7 febbraio - Hua Chenyu, cantante e compositore cinese
- 7 febbraio - Gianluca Lapadula, calciatore italiano
- 7 febbraio - Johnny Leverón, calciatore honduregno
- 7 febbraio - Veselin Marčev, calciatore bulgaro
- 7 febbraio - Jacksepticeye, youtuber e filantropo irlandese
- 7 febbraio - Dalilah Muhammad, ostacolista statunitense
- 7 febbraio - Issa Alekasir, calciatore iraniano
- 7 febbraio - Jules Pélissier, attore francese
- 7 febbraio - Cobus Reinach, rugbista a 15 sudafricano
- 7 febbraio - Francisco Javier Reyes, calciatore honduregno
- 7 febbraio - Jonathan Rousselle, cestista francese
- 7 febbraio - Matthieu Saunier, ex calciatore francese
- 7 febbraio - Ryan Seymour, giocatore di football americano statunitense
- 7 febbraio - Gabriella Slade, costumista britannica
- 7 febbraio - Steven Stamkos, hockeista su ghiaccio canadese
- 7 febbraio - Rebecca Ward, schermitrice statunitense
- 7 febbraio - Theron Wood, calciatore britannico
- 7 febbraio - Margherita Zanon, calciatrice italiana
- 7 febbraio - Serhij Šapoval, calciatore ucraino
- 8 febbraio - Diego Antl, rugbista a 15 e rugbista a 7 argentino
- 8 febbraio - Ramzi Aya, ex calciatore italiano
- 8 febbraio - Baek Jin-hee, attrice sudcoreana
- 8 febbraio - Yacine Brahimi, calciatore francese
- 8 febbraio - Shane Brathwaite, ostacolista barbadiano
- 8 febbraio - Vegard Breen, ex ciclista su strada norvegese
- 8 febbraio - Brittany Bristow, attrice canadese
- 8 febbraio - Diana Del Bufalo, attrice, cantante e conduttrice televisiva italiana
- 8 febbraio - Pietro Di Nardo, ex calciatore svizzero
- 8 febbraio - Wanderson Miranda Francisco, calciatore brasiliano
- 8 febbraio - Bethany Hamilton, surfista statunitense
- 8 febbraio - Johnny Hekker, giocatore di football americano statunitense
- 8 febbraio - Duke Hudson, wrestler australiano
- 8 febbraio - Michala Kvapilová, giocatrice di beach volley ceca
- 8 febbraio - Joey Litjens, pilota motociclistico olandese
- 8 febbraio - Christian Madsen, attore statunitense
- 8 febbraio - Makhmud Muradov, artista marziale misto e kickboxer tagiko
- 8 febbraio - Jhon Obregón, ex calciatore colombiano
- 8 febbraio - Emily Scarratt, rugbista a 15 inglese
- 8 febbraio - Ben Schnetzer, attore statunitense
- 8 febbraio - Fran, calciatore spagnolo
- 8 febbraio - Klay Thompson, cestista statunitense
- 8 febbraio - Mickaël Var, cestista francese
- 8 febbraio - Xyon Quinn, wrestler e ex rugbista a 13 australiano
- 8 febbraio - Sevcan Yaşar, attrice e modella turca
- 9 febbraio - Lens Aboudou, cestista francese
- 9 febbraio - Facundo Affranchino, calciatore argentino
- 9 febbraio - Volodymyr Bajenko, ex calciatore ucraino
- 9 febbraio - Nicolás Barán, ex calciatore uruguaiano
- 9 febbraio - Rafael Batatinha, calciatore brasiliano
- 9 febbraio - Saïd Bouzambou, giocatore di calcio a 5 olandese
- 9 febbraio - Eudes Dagoulou, calciatore centrafricano
- 9 febbraio - Nicole Faria, modella indiana
- 9 febbraio - Jeremy Gallon, ex giocatore di football americano statunitense
- 9 febbraio - Martín González, calciatore uruguaiano
- 9 febbraio - Brandon Jenkins, giocatore di football americano statunitense
- 9 febbraio - Nathan Johnstone, ex snowboarder australiano
- 9 febbraio - Nhlanhla Khuzwayo, ex calciatore sudafricano
- 9 febbraio - Marc Liyanage, cestista tedesco
- 9 febbraio - Mathias Melloul, attore francese
- 9 febbraio - Giacomo Possamai, politico italiano
- 9 febbraio - Simone Romagnoli, calciatore italiano
- 9 febbraio - Alfredo Saldívar, ex calciatore messicano
- 9 febbraio - Evangella Sanders, ex pallavolista e allenatrice di pallavolo statunitense
- 9 febbraio - Fëdor Smolov, calciatore russo
- 9 febbraio - Camille Winbush, attrice e doppiatrice statunitense
- 9 febbraio - Patrick Ziegler, ex calciatore tedesco
- 10 febbraio - Freya Aelbrecht, pallavolista belga
- 10 febbraio - Yuri Berchiche, calciatore spagnolo
- 10 febbraio - Choi Soo-young, cantante e attrice sudcoreana
- 10 febbraio - Terrence Frederick, giocatore di football americano statunitense
- 10 febbraio - Roman Furger, fondista svizzero
- 10 febbraio - Rolando García Guerreño, calciatore paraguaiano
- 10 febbraio - Aníbal Godoy, calciatore panamense
- 10 febbraio - Shamil Gaziev, artista marziale misto russo
- 10 febbraio - Ivan Herceg, calciatore croato
- 10 febbraio - Anna Jagaciak-Michalska, ex lunghista e triplista polacca
- 10 febbraio - Liam Kelly, calciatore scozzese
- 10 febbraio - Sarah Kent, ex pistard australiana
- 10 febbraio - Leonie Renée Klein, attrice tedesca
- 10 febbraio - Yacoub Meité, calciatore ivoriano
- 10 febbraio - Arnaud Mendy, ex calciatore francese
- 10 febbraio - Saeed Murjan, calciatore giordano
- 10 febbraio - Diego Núñez, calciatore argentino
- 10 febbraio - Trevante Rhodes, attore e ex velocista statunitense
- 10 febbraio - Garrett Stutz, cestista statunitense
- 10 febbraio - Franjo Tepurić, calciatore croato
- 11 febbraio - Javier Aquino, calciatore messicano
- 11 febbraio - Emilia Brodin, calciatrice svedese
- 11 febbraio - Elliott Charles, ex calciatore grenadino
- 11 febbraio - Asia Cruise, cantante statunitense
- 11 febbraio - Tony Dye, ex giocatore di football americano statunitense
- 11 febbraio - Patrick Funk, calciatore tedesco
- 11 febbraio - Go Ara, attrice sudcoreana
- 11 febbraio - Hwang Chan-sung, cantante e attore sudcoreano
- 11 febbraio - Q'orianka Kilcher, attrice e cantante statunitense
- 11 febbraio - Pavlos Kontidīs, velista cipriota
- 11 febbraio - Ettore Mendicino, calciatore italiano
- 11 febbraio - Rahim Moore, giocatore di football americano statunitense
- 11 febbraio - Kareem Moses, calciatore trinidadiano
- 11 febbraio - Alessandro Pittin, combinatista nordico italiano
- 11 febbraio - Giorgio Piunti, cestista italiano
- 11 febbraio - Catherine Skinner, tiratrice a volo australiana
- 11 febbraio - Darko Stojanov, calciatore macedone
- 11 febbraio - Joe Tomane, rugbista a 13 e rugbista a 15 australiano
- 11 febbraio - Carlo Valdes, bobbista statunitense
- 12 febbraio - Katherine Barrell, attrice canadese
- 12 febbraio - Michelle Bartsch, pallavolista statunitense
- 12 febbraio - Rudy Cardozo, calciatore boliviano
- 12 febbraio - Camilla Cattaneo, nuotatrice artistica italiana
- 12 febbraio - Melanie Faißt, ex saltatrice con gli sci tedesca
- 12 febbraio - Patrick Geering, hockeista su ghiaccio svizzero
- 12 febbraio - Robert Griffin III, ex giocatore di football americano statunitense
- 12 febbraio - Kaydy Cain, rapper spagnolo
- 12 febbraio - Álex Hernández, cestista spagnolo
- 12 febbraio - Michail Kazloŭ, calciatore bielorusso
- 12 febbraio - Moussa Koné, ex calciatore ivoriano
- 12 febbraio - Sören Meißner, nuotatore tedesco
- 12 febbraio - Mesud Mohammed, calciatore etiope
- 12 febbraio - Sony Mustivar, calciatore francese
- 12 febbraio - Park Bo-young, attrice sudcoreana
- 12 febbraio - Orlin Peralta, ex calciatore honduregno
- 12 febbraio - Scott Thwaites, ex ciclista su strada e ciclocrossista britannico
- 12 febbraio - Michael Tumi, velocista italiano
- 13 febbraio - Olivia Allison-Federici, nuotatrice artistica britannica
- 13 febbraio - John Riel Casimero, pugile filippino
- 13 febbraio - Jorge Chula, allenatore di calcio e ex calciatore portoghese
- 13 febbraio - Mark Coffey, wrestler britannico
- 13 febbraio - Szilárd Devecseri, calciatore ungherese
- 13 febbraio - Nathan Eovaldi, giocatore di baseball statunitense
- 13 febbraio - Christopher Gonzalez, calciatore americo-verginiano
- 13 febbraio - Jenny Hjohlman, calciatrice svedese
- 13 febbraio - Dan Hooker, artista marziale misto neozelandese
- 13 febbraio - Niklas Hult, calciatore svedese
- 13 febbraio - Erling Jacobsen, ex calciatore faroese
- 13 febbraio - Jung Yeon-joo, attrice sudcoreana
- 13 febbraio - Thomas Kammerlander, ex slittinista austriaco
- 13 febbraio - Paweł Olkowski, calciatore polacco
- 13 febbraio - Qoigyijabu, monaco buddista cinese
- 13 febbraio - Marco Romizi, calciatore italiano
- 13 febbraio - Andy Rose, ex calciatore australiano
- 13 febbraio - Mamadou Sakho, calciatore francese
- 13 febbraio - Marina Solopova, cestista lituana
- 13 febbraio - Kevin Strootman, ex calciatore olandese
- 13 febbraio - Yun Suk-young, calciatore sudcoreano
- 14 febbraio - Mads Albæk, calciatore danese
- 14 febbraio - Chris Babb, cestista statunitense
- 14 febbraio - Jasmine Bailey, cestista statunitense
- 14 febbraio - Sascha Benecken, ex slittinista tedesco
- 14 febbraio - Kjetil Borch, canottiere norvegese
- 14 febbraio - J'Covan Brown, cestista statunitense
- 14 febbraio - Bruno Paulo, calciatore brasiliano
- 14 febbraio - Andrea Caldarelli, pilota automobilistico italiano
- 14 febbraio - Brett Dier, attore canadese
- 14 febbraio - Adama Diomandé, calciatore norvegese
- 14 febbraio - Alshon Jeffery, giocatore di football americano statunitense
- 14 febbraio - Lucca Borges de Brito, calciatore brasiliano
- 14 febbraio - Dino Murić, cestista sloveno
- 14 febbraio - Gianluca Nijholt, ex calciatore olandese
- 14 febbraio - Femme Schmidt, cantautrice tedesca
- 14 febbraio - Deeksha Seth, attrice e modella indiana
- 14 febbraio - Alex Waller, rugbista a 15 inglese
- 14 febbraio - Jake Weary, attore e musicista statunitense
- 14 febbraio - Sefa Yılmaz, calciatore tedesco
- 15 febbraio - Óscar Arce, ex calciatore colombiano
- 15 febbraio - Joel Chianese, calciatore australiano
- 15 febbraio - Cristian Daminuță, ex calciatore rumeno
- 15 febbraio - Patrick Deyto, calciatore filippino
- 15 febbraio - Masashi Ebinuma, judoka giapponese
- 15 febbraio - Joana Flaviano, ex calciatrice spagnola
- 15 febbraio - Omar Fonstad El Ghaouti, giocatore di calcio a 5 e calciatore norvegese
- 15 febbraio - Kotoe Inoue, pallavolista giapponese
- 15 febbraio - Asmir Kajević, calciatore montenegrino
- 15 febbraio - Dejan Lazarević, calciatore sloveno
- 15 febbraio - Fidel Martínez, calciatore ecuadoriano
- 15 febbraio - Míchel Macedo Rocha Machado, calciatore brasiliano
- 15 febbraio - Dino Ndlovu, calciatore sudafricano
- 15 febbraio - Charles Pic, ex pilota automobilistico francese
- 15 febbraio - Santiago Romero, calciatore uruguaiano
- 15 febbraio - Helge Sandvik, calciatore norvegese
- 15 febbraio - Noemi Signorile, pallavolista italiana
- 15 febbraio - Victoria Stevens, ex sciatrice alpina canadese
- 15 febbraio - Ed Stinson, giocatore di football americano statunitense
- 15 febbraio - Nina Torresi, attrice italiana
- 15 febbraio - Callum Turner, attore e modello britannico
- 15 febbraio - Stephanie Vogt, ex tennista liechtensteinese
- 15 febbraio - Omar Wade, calciatore senegalese
- 16 febbraio - Nico Abegglen, ex calciatore svizzero
- 16 febbraio - Jonas Ahlstrand, ex ciclista su strada e pistard svedese
- 16 febbraio - Lauris Blaus, cestista lettone
- 16 febbraio - Waraporn Boonsing, calciatrice thailandese
- 16 febbraio - Giovanni Drenthe, calciatore surinamese
- 16 febbraio - Balázs Erdélyi, pallanuotista ungherese
- 16 febbraio - Nicol Gastaldi, ex sciatrice alpina argentina
- 16 febbraio - Milan Kocić, calciatore sloveno
- 16 febbraio - Liu Xiaotong, pallavolista cinese
- 16 febbraio - Unai Medina, calciatore spagnolo
- 16 febbraio - Trenton Robinson, giocatore di football americano statunitense
- 16 febbraio - Yaqoob Abdul-Karim, calciatore omanita
- 16 febbraio - Mamadou Samassa, calciatore francese
- 16 febbraio - Nia Sanchez, modella statunitense
- 16 febbraio - Hugo Soria, calciatore uruguaiano
- 16 febbraio - Isaac Sosa, cestista portoricano
- 16 febbraio - The Weeknd, cantautore, produttore discografico e attore canadese
- 17 febbraio - Eleonora Binazzi, calciatrice italiana
- 17 febbraio - DeAngelo Casto, ex cestista statunitense
- 17 febbraio - Fabiano da Silva Souza, calciatore brasiliano
- 17 febbraio - Stephan Feck, tuffatore tedesco
- 17 febbraio - Attila Fiola, calciatore ungherese
- 17 febbraio - Davide Orrico, ex ciclista su strada italiano
- 17 febbraio - David Rugamas, calciatore salvadoregno
- 17 febbraio - Simon Schmitz, ex cestista tedesco
- 17 febbraio - Leidy Solís, sollevatrice colombiana
- 17 febbraio - Rúben Rafael Sousa Ferreira, calciatore portoghese
- 17 febbraio - Marianne St-Gelais, pattinatrice di short track canadese
- 17 febbraio - Barbara Szabó, altista ungherese
- 17 febbraio - Edin Višća, calciatore bosniaco
- 17 febbraio - Yutaka Yoshida, calciatore giapponese
- 18 febbraio - Monica Aksamit, schermitrice statunitense
- 18 febbraio - Gustavo Bou, calciatore argentino
- 18 febbraio - Luca Campani, cestista italiano
- 18 febbraio - Choi Sung-bong, cantante sudcoreano († 2023)
- 18 febbraio - Laura Dijkema, pallavolista olandese
- 18 febbraio - Brett Gallant, giocatore di curling canadese
- 18 febbraio - Didi Gregorius, giocatore di baseball olandese
- 18 febbraio - David Guzmán, calciatore costaricano
- 18 febbraio - Zsanett Jakabfi, ex calciatrice ungherese
- 18 febbraio - Kang So-ra, attrice sudcoreana
- 18 febbraio - Maurice Lewis-Briggs, ex cestista statunitense
- 18 febbraio - Maicon Marques Bitencourt, ex calciatore brasiliano
- 18 febbraio - Bryan Oviedo, calciatore costaricano
- 18 febbraio - Park Shin-hye, attrice e cantante sudcoreana
- 18 febbraio - Lucas Porcar, ex calciatore spagnolo
- 18 febbraio - Taner Yalçın, calciatore tedesco
- 19 febbraio - Saad Al Sheeb, calciatore qatariota
- 19 febbraio - Kosta Barbarouses, calciatore neozelandese
- 19 febbraio - Ryad Boudebouz, calciatore francese
- 19 febbraio - Briken Calja, sollevatore albanese
- 19 febbraio - Mattia Casse, sciatore alpino italiano
- 19 febbraio - Andrej Čaušić, calciatore croato
- 19 febbraio - Melanie Couzy, tiratrice a volo francese
- 19 febbraio - Kehinde Fatai, calciatore nigeriano
- 19 febbraio - Jack Gallagher, wrestler inglese
- 19 febbraio - Borja García, ex calciatore spagnolo
- 19 febbraio - Renato González, calciatore cileno
- 19 febbraio - Jurij Kunakov, tuffatore russo
- 19 febbraio - Lee Elijah, attrice sudcoreana
- 19 febbraio - Liu Yongshi, schermitrice cinese
- 19 febbraio - Luke Newberry, attore britannico
- 19 febbraio - Pedro Ortíz, calciatore ecuadoriano
- 19 febbraio - Luke Pasqualino, attore britannico
- 19 febbraio - David Rochela, ex calciatore spagnolo
- 19 febbraio - Juliane Seyfarth, saltatrice con gli sci tedesca
- 19 febbraio - Khalid Wooten, giocatore di football americano statunitense
- 19 febbraio - Yu Shulong, ex cestista cinese
- 20 febbraio - Alexander Bannink, calciatore olandese
- 20 febbraio - Vítor Alves Benite, cestista brasiliano
- 20 febbraio - Abdoul Camara, ex calciatore guineano
- 20 febbraio - Markus Dürager, ex sciatore alpino austriaco
- 20 febbraio - Fabrício Silva Dornellas, calciatore brasiliano
- 20 febbraio - Ciro Immobile, calciatore italiano
- 20 febbraio - Michalīs Manias, calciatore greco
- 20 febbraio - Anjli Mohindra, attrice britannica
- 20 febbraio - Andrés Mosquera Guardia, calciatore colombiano
- 20 febbraio - Abdelatif Noussir, ex calciatore marocchino
- 20 febbraio - Jonas Wohlfarth-Bottermann, cestista tedesco
- 20 febbraio - Selim Yaşar, lottatore russo
- 21 febbraio - David Addy, ex calciatore ghanese
- 21 febbraio - Flavio Aquilone, doppiatore italiano
- 21 febbraio - Giacomo Bloise, cestista italiano
- 21 febbraio - Boriss Bogdaškins, ex calciatore lettone
- 21 febbraio - Giuseppe Collu, arbitro di calcio italiano
- 21 febbraio - Facundo Curuchet, calciatore argentino
- 21 febbraio - Daniel Didavi, calciatore tedesco
- 21 febbraio - Marcus Hansson, ex calciatore svedese
- 21 febbraio - Kang Ha-neul, attore sudcoreano
- 21 febbraio - Hedvig Karakas, judoka ungherese
- 21 febbraio - Cory Kennedy, modella statunitense
- 21 febbraio - Milan Mišůn, calciatore ceco
- 21 febbraio - Helene Olafsen, ex snowboarder norvegese
- 21 febbraio - Paulo Vinícius, calciatore brasiliano
- 21 febbraio - Wellington Priori, calciatore brasiliano
- 21 febbraio - Airton Ribeiro Santos, calciatore brasiliano
- 21 febbraio - Diogo Rosado, calciatore portoghese
- 21 febbraio - Florian Picasso, disc jockey e produttore discografico vietnamita
- 21 febbraio - Giannīs Skondras, calciatore greco
- 21 febbraio - Ricky Starks, wrestler statunitense
- 21 febbraio - Dawoud Sulaiman, calciatore emiratino
- 21 febbraio - Edwin Sánchez Vigil, calciatore salvadoregno
- 21 febbraio - Mattias Tedenby, hockeista su ghiaccio svedese
- 21 febbraio - Nicholas Williams, giocatore di football americano statunitense
- 21 febbraio - Peter Wunderer, ex hockeista su ghiaccio italiano
- 21 febbraio - Valentina Zago, pallavolista italiana
- 21 febbraio - Matic Žitko, ex calciatore sloveno
- 22 febbraio - Nkechi Akashili, ex cestista nigeriana
- 22 febbraio - Marius Alexe, ex calciatore rumeno
- 22 febbraio - Taras Burlak, calciatore russo
- 22 febbraio - Camillo Ciano, calciatore italiano
- 22 febbraio - Giorgia Consiglio, nuotatrice italiana
- 22 febbraio - Mohamed Fawzi, calciatore emiratino
- 22 febbraio - Márkó Futács, calciatore ungherese
- 22 febbraio - Keisha Hampton, cestista statunitense
- 22 febbraio - Juninho Potiguar, calciatore brasiliano
- 22 febbraio - George Kruis, ex rugbista a 15 britannico
- 22 febbraio - Serhij Ljul'ka, ex calciatore ucraino
- 22 febbraio - Kōta Mizunuma, calciatore giapponese
- 22 febbraio - Travis Releford, ex cestista statunitense
- 22 febbraio - Dániel Rózsa, calciatore ungherese
- 22 febbraio - Durand Scott, cestista giamaicano
- 22 febbraio - Chay Shegog, ex cestista statunitense
- 22 febbraio - Katharina Sparer, ex hockeista su ghiaccio italiana
- 22 febbraio - Brendan Teys, cestista australiano
- 22 febbraio - Žarko Tomašević, calciatore montenegrino
- 22 febbraio - Diogo Viana, calciatore portoghese
- 22 febbraio - Scott Winkler, hockeista su ghiaccio norvegese († 2013)
- 23 febbraio - Lorenzo Baroni, pilota motociclistico italiano
- 23 febbraio - Da'Quan Bowers, giocatore di football americano statunitense
- 23 febbraio - Christian Copelin, attore statunitense
- 23 febbraio - Kevin Dorsey, giocatore di football americano statunitense
- 23 febbraio - Pedro Gallese, calciatore peruviano
- 23 febbraio - Jéromine Géroudet, ex sciatrice alpina francese
- 23 febbraio - Paddy John, ex calciatore liberiano
- 23 febbraio - José Larduet, pugile cubano
- 23 febbraio - Granit Lekaj, calciatore svizzero
- 23 febbraio - Mario Mola, triatleta spagnolo
- 23 febbraio - Ibrahim Mounkoro, calciatore maliano
- 23 febbraio - Nguyễn Ngọc Trường Sơn, scacchista vietnamita
- 23 febbraio - Alessio Nissolino, doppiatore italiano
- 23 febbraio - Francesca Parlangeli, pallavolista italiana
- 23 febbraio - Gastón Sauro, calciatore argentino
- 23 febbraio - Marco Scandella, ex hockeista su ghiaccio canadese
- 23 febbraio - Jan Tratnik, ciclista su strada sloveno
- 24 febbraio - Salvatore Aranzulla, blogger e imprenditore italiano
- 24 febbraio - Ibrahim Arifović, ex calciatore serbo
- 24 febbraio - Angel Goodrich, ex cestista statunitense
- 24 febbraio - Georges Henri Griffiths, calciatore ivoriano († 2017)
- 24 febbraio - Cəbrayıl Həsənov, lottatore azero
- 24 febbraio - Randy Krummenacher, pilota motociclistico svizzero
- 24 febbraio - Cleyton Rafael Lima da Silva, calciatore brasiliano
- 24 febbraio - Łukasz Owsian, ciclista su strada polacco
- 24 febbraio - Bogdan Riznić, cestista serbo
- 24 febbraio - Jordan Todman, giocatore di football americano statunitense
- 24 febbraio - Christopher Wernitznig, calciatore austriaco
- 24 febbraio - Derek Wolfe, ex giocatore di football americano statunitense
- 25 febbraio - Francisco Alarcón, calciatore cileno
- 25 febbraio - RaShaun Allen, giocatore di football americano statunitense
- 25 febbraio - Alejandra Andreu, modella spagnola
- 25 febbraio - Younès Belhanda, calciatore francese
- 25 febbraio - Pello Bilbao, ciclista su strada spagnolo
- 25 febbraio - Fiorella Carboni, calciatrice italiana
- 25 febbraio - Bruninho, calciatore brasiliano
- 25 febbraio - Stefan Della Rovere, hockeista su ghiaccio canadese
- 25 febbraio - Hannes Dotzler, ex fondista tedesco
- 25 febbraio - Mikael Gabriel, rapper finlandese
- 25 febbraio - Ehsan Hajsafi, calciatore iraniano
- 25 febbraio - Huang Xuechen, sincronetta cinese
- 25 febbraio - Nelson Johnston, calciatore e giocatore di calcio a 5 cubano
- 25 febbraio - Tal Karpelesz, cestista israeliano
- 25 febbraio - Kim Min-woo, calciatore sudcoreano
- 25 febbraio - Alassane N'Diaye, calciatore francese
- 25 febbraio - Sammy N'Djock, ex calciatore camerunese
- 25 febbraio - Kylie Palmer, ex nuotatrice australiana
- 25 febbraio - Rafael Romo, calciatore venezuelano
- 25 febbraio - Danielle Rowley, politica britannica
- 25 febbraio - Quentin Serron, cestista belga
- 25 febbraio - Jeneil Williams, modella giamaicana
- 25 febbraio - Mariánna Zaharíadi, astista greca († 2013)
- 25 febbraio - Sandro Zurkirchen, hockeista su ghiaccio svizzero
- 26 febbraio - Paris Adot, calciatore spagnolo
- 26 febbraio - Baptiste Buntschu, ex calciatore svizzero
- 26 febbraio - Giada Di Camillo, calciatrice italiana
- 26 febbraio - Nikola Jakimovski, ex calciatore macedone
- 26 febbraio - Lu Wen, ex cestista cinese
- 26 febbraio - Sara Martínez, atleta paralimpica spagnola
- 26 febbraio - Gabriel Matei, calciatore rumeno
- 26 febbraio - Nicklaus Matti, giocatore di football americano svizzero
- 26 febbraio - Aleksandar Miljković, calciatore serbo
- 26 febbraio - Djibril Paye, calciatore guineano
- 26 febbraio - Guido Pizarro, allenatore di calcio e ex calciatore argentino
- 26 febbraio - Alvise Pérez, politico spagnolo
- 26 febbraio - Leon Radošević, cestista croato
- 26 febbraio - Damian Schulz, pallavolista polacco
- 26 febbraio - Sergi Enrich, calciatore spagnolo
- 26 febbraio - Eiður Aron Sigurbjörnsson, calciatore islandese
- 26 febbraio - Manoel Messias Silva Carvalho, calciatore brasiliano
- 26 febbraio - Greg Van Roten, giocatore di football americano statunitense
- 27 febbraio - Facundo Bagnis, tennista argentino
- 27 febbraio - Teal Bunbury, calciatore canadese
- 27 febbraio - Juan Cornejo, calciatore cileno
- 27 febbraio - Haytham Faour, calciatore libanese
- 27 febbraio - Anna Fedorova, pianista ucraina
- 27 febbraio - Matic Fink, calciatore sloveno
- 27 febbraio - Michal Frydrych, calciatore ceco
- 27 febbraio - Maryna Hančarova, ginnasta bielorussa
- 27 febbraio - Chandler Jones, giocatore di football americano statunitense
- 27 febbraio - Kim Dan-bi, cestista sudcoreana
- 27 febbraio - Kim Young-gwon, calciatore sudcoreano
- 27 febbraio - Lukas Kochanauskas, ex calciatore lituano
- 27 febbraio - Sam Martin, giocatore di football americano statunitense
- 27 febbraio - Lindsey Morgan, attrice statunitense
- 27 febbraio - Ryan Pearson, cestista statunitense
- 27 febbraio - Marta Torrejón, calciatrice spagnola
- 27 febbraio - Josh Whitehouse, attore, musicista e artista britannico
- 27 febbraio - Megan Young, modella, attrice e conduttrice televisiva filippina
- 27 febbraio - Santiago Zurbriggen, calciatore argentino
- 28 febbraio - Ryan Allen, giocatore di football americano statunitense
- 28 febbraio - Ryan Allen, attore canadese
- 28 febbraio - Ibrahim Amada, calciatore malgascio
- 28 febbraio - Naomi Broady, tennista britannica
- 28 febbraio - Gabriele Cicchinelli, rugbista a 15 italiano
- 28 febbraio - Philipp Eng, pilota automobilistico austriaco
- 28 febbraio - Steve Grand, cantante statunitense
- 28 febbraio - Vladimir Ivlev, cestista russo
- 28 febbraio - Jason de Jong, ex calciatore olandese
- 28 febbraio - Georgina Leonidas, attrice britannica
- 28 febbraio - Kristen McCarthy, ex cestista statunitense
- 28 febbraio - Anna Muzyčuk, scacchista ucraina
- 28 febbraio - Daniel Pérez Otero, cestista spagnolo
- 28 febbraio - Leandro Profico, hockeista su ghiaccio svizzero
- 28 febbraio - Sebastian Rudy, ex calciatore tedesco
- 28 febbraio - Naama Shafir, ex cestista israeliana
- 28 febbraio - Brek Shea, ex calciatore statunitense
- 28 febbraio - Jabulani Shongwe, calciatore sudafricano
- 28 febbraio - Yannick Vero, calciatore francese
- 28 febbraio - Felix Wimberger, canottiere tedesco